# Denis Boivin
Pour les articles homonymes, voir Boivin.
Denis Boivin est un réalisateur québécois, né en 1955, à Québec (Canada).
Il a réalisé des œuvres de fiction, des biographies et des documentaires. Ses domaines de prédilection sont l'histoire du Québec, l'histoire religieuse de la Nouvelle-France, l'histoire et la spiritualité des peuples autochtones du Canada ainsi que les drames sociaux. En 2020, il réalise ainsi un film sur la vie de la fondatrice des Ursulines de Québec, Marie Guyard, tout en rédigeant une thèse sur la spiritualité des Autochtones du Canada (Innu).

## Biographie
Denis Boivin est né en 1955, à Québec. Ses parents habitent alors à proximité de la réserve wendate de Wendake. Dès cette époque, il fréquente quotidiennement des membres de la nation Wendat et s'intéresse à leur culture et à leurs traditions. 
Après des études en communication et en cinéma, Denis Boivin signe en 1977 son premier film, L’Âge dort (Trophée Shell "Best Promoting of Canada") sur le marathonien Philippe Latulippe, qui deviendra le documentaire le plus télédiffusé au Québec entre 1979 et 1985. Depuis, il a produit et réalisé de nombreux documentaires comme cinéaste indépendant. Parmi eux, le film Le Pardon qui a été récompensé par de nombreux prix internationaux. Il en vient ensuite à s’intéresser à d'autres itinéraires de vie singuliers: une mère de famille devenue carmélite cloîtrée (Mère), la "grand-mère de la littérature jeunesse au Québec" Suzanne Martel La Famille dans le mur, Karol Wojtyla devenu le pape Jean-Paul II (Le Pèlerin), Elisabeth II (De l'épée à la fleur), le peintre innu Ernest Dominique (Aness) et un documentaire pour enfants (La Danse des enfants). 
En 1995, il reçoit une bourse du Conseil des Arts du Québec pour travailler en collaboration avec le scénariste Jean-Claude Carrière. Ce-dernier l’accueille dans son cheminement de création pour son long-métrage sur la fondation de Québec, Marie Guyart. Sachant que Boivin a obtenu une maîtrise sur le sujet en 1986, Carrière s’y intéresse. 
En tant que producteur, il participe à de nombreuses missions de développement en France, en Irlande et à Los Angeles où il développe des partenariats. Il a fréquenté à plusieurs reprises les Mip-com, Ciné-Kid, Mip-Doc, Sunny Side of the Doc et le Marché du film de Cannes.
En 2002, durant un trajet de plus de 2 500 km, il tourne le premier long-métrage de fiction en langue française avec des comédiens autochtones, Attache ta tuque!, un road movie québécois sur fond de différences culturelles. En parallèle, il produit une série de six documentaires Parole de guérison sur les pensionnats autochtones pour le réseau APTN. Pendant une dizaine d’années, il livre à ce télédiffuseur plusieurs séries documentaires autochtones, cinq séries pour enfants en français et en innu (Mikuan) et trois séries de sitcom (Shaputuan). En 2010, il participe comme mentor au programme Première Ovation de l’Institut canadien de Québec à la Maison de la Littérature. 
Après l’obtention d’une licence de pilote privé en 2015, il tourne L’Amour a des ailes, un documentaire long-métrage déroulant l’histoire de l’aviation au Québec, à travers le regard d’un couple d’octogénaires, Thomas Fecteau (pilote de brousse) et Françoise Gaudreau.  
De 2014 à 2016, il se consacre à  un nouveau phénomène culturel du Québec : les lutins. Membre de l’Association québécoise de la production médiatique, il produit, en collaboration avec les auteurs des pièges et de la chasse aux lutins, une «démo» hybride joignant action réelle et animation. 
En avril 2017, la production de son nouveau film Le Sang du pélican démarre. Il s'agit d'un nouveau film sur Marie Guyart. En 2023, il soutient un doctorat (Ph. D.) en Sciences des religions à l'Université Laval (spécialité en spiritualité autochtone) intitulé Les êtres de la forêt des Innus. Memekueshuat mak Katshimaitsheshuat ka taht innua utassinit.

## Filmographie

### Fictions
- Chapeau d’lutin ! Websérie hybride animation et action réelle, 1 × 10 min, 2015.
- La Danse des lutins Websérie d'animation, 1 × 3 min, 2016.
- Shaputuan III Sitcom, 6 × 22 min, réseau APTN, 2011.
- Shaputuan II Sitcom, 6 × 22 min, réseau APTN, 2010.
- Shaputuan I Sitcom, 6 × 22 min, réseau APT, 2009.
- Attache ta tuque ! Long-métrage, 93 min, 2003.
- Tout d’un coup ! Série d'émissions, 22 épisodes, SRC, 2000-2003.
- Histoire pour enfants Court-métrage de fiction pour enfants, TQS, 10 min, 1998.
- À Cœur découvert (Open Heart) Court-métrage de fiction, TQS, SRC, 10 min, 1997 (version sous-titrée 1999).

### Documentaires
- L’Amour a des ailes, 78 min, Netima, 2014.
- Huronie, 52 min (version innu et version française), TFO, 2009.
- Aness, 52 min, APTN, 2008.
- Parole de guérison Série documentaire 6 × 48 min, APTN, 2004.
- De Huron à Wendat, 3 × 48 min, APTN, 2003.
- The Plains of Abraham, 48 min, SRC, 2001.
- The Dance of the Children, (La Danse des enfants), 52 min, Télé 4, Global TN, TVA, 1999.
- La Famille dans le mur, 46 min, 1999.
- Le Pèlerin, RTBF, TVA, RTBF, 1997.
- Mère, 50 min, coréalisé avec R, Jean-Baptiste, fils du personnage central, TVA, TV5, SBS, KTOtv, 1995.
- Le Pardon, 56 min, TQS, TV5, France 2, RTBF, KTO, SBS, Sundance, Planète, TVA, 1991.
- Ma Muse, série de 11 courts-métrages, de 4 à 8 min, TV5, 1995.